# Григорівка (Золотоніський район)
Григорі́вка — село в Україні, у Золотоніському районі Черкаської області. Входить до складу Чорнобаївської селищної громади.

## Населення
За даними перепису 2001 року населення становило 362 особи.

### Мовний склад
Рідна мова населення за даними перепису 2001 року:
| Мова       | Чисельність, осіб | Доля     |
| ---------- | ----------------- | -------- |
| Українська | 347               | 95,86 %  |
| Російська  | 15                | 4,14 %   |
| Разом      | 362               | 100,00 % |